# سهم الماء قصير النصيل
سهمية قصيرة النصيل (الاسم العلمي:Sagittaria brevirostra) هي نوع من النباتات تتبع جنس السهمية من الفصيلة المزمارية.